# Moriguchi-juku
Pour les articles homonymes, voir Moriguchi (homonymie).
Moriguchi-juku (守口宿, Moriguchi-juku) était la quatrième station du Osaka Kaido (ou la cinquante-septième des cinquante-sept stations du Tōkaidō). Elle est située dans la ville de Moriguchi, préfecture d'Osaka et s'étend sur Honmachi, Tatsuda-dōri et Hama-machi.

## Histoire
Moriguchi a toujours été un important centre de voyages, mais il a fallu attendre 1616 avant qu'elle ne soit officiellement établie comme station. Selon un guide publié à la fin de la période Edo, elle avait une honjin en plus de vingt-sept autres auberges.
Moriguchi-juku se trouvait approximativement à 12 km de Hirakata-juku et 8 km de Kōraibashi. Il n'était donc pas nécessaire de parcourir le trajet à cheval et les voyageurs allaient généralement à pied d'une station à l'autre. Il n'y avait à l'origine pas de service de ferry sur le fleuve Yodo que suivait la route, mais la création de ce service permit à la ville de se développer.
De nos jours, quelques restes de l'ancienne station subsistent sur la rive gauche du Yodo.

## Stations voisines
Ōsaka Kaidō (extension de la Tōkaidō)
Hirakata-juku - Moriguchi-juku - Kōraibashi (fin de la route)